# Fagerhult (Habo)
Fagerhult è un'area urbana della Svezia situata nel comune di Habo, contea di Jönköping.
La popolazione risultante dal censimento 2010 era di 316 abitanti.